# Prismosticta tiretta
Prismosticta tiretta is een vlinder uit de familie van de gevlamde vlinders (Endromidae). De wetenschappelijke naam van de soort is voor het eerst geldig gepubliceerd in 1903 door Charles Swinhoe.